# 8jin
8jin es el cuarto LP de El Chojin, publicado el 24 de diciembre de 2005 y que consta de quince canciones.

## Lista de canciones
1. Para mis 5000
2. Lo que quieras
3. El final del cuento de hadas (con Lydia)
4. Un día más y otro
5. Me han contado
6. El tema más corto
7. Algo más que música (con Donpa)
8. Esto es
9. 2005 es el año (con Meko, Black Bee y Ose)
10. Supervivencia (con El Otro)
11. En busca de la rima perfecta
12. Sexo
13. Bla, bla! (con el Señor Veldin)
14. Outro
15. Outro 2

- Datos: Q5653091